# 矢野祐弘
矢野 祐弘（やの すけひろ、1931年1月6日 - 1993年6月11日）は、愛媛県出身のアマチュア野球の野球指導者。

## 来歴・人物
西条高校（旧制西条中学校）を経て、立教大学に進学し野球部に属したが、2年で中退。1950年3月に母校の西条高校の監督に就任した。1956年の選抜高校野球で初めて甲子園への出場を果たし、1959年の全国高校野球では、エースの金子哲夫を擁し、初めて全国制覇を果たした。1962年の岡山国体でも優勝を果たした。
実績を買われて、1965年から1977年までの間、亜細亜大学の監督を務めた。山本和行投手を擁し1971年春に東都大学野球リーグで亜大3回目の優勝を果たすと、全日本大学野球選手権大会で法政大学を破り亜大を全国大会初優勝に導いた。1978年から1991年までは同大学の総監督を務めた。監督・総監督の時を通じて、大橋穣、山本和行投手、古屋英夫、大石大二郎、宮本賢治投手、古川慎一、阿波野秀幸投手、佐藤和弘、与田剛投手、小池秀郎・高津臣吾・川尻哲郎ら1990年の亜大3枚看板投手を育てた。
1993年6月11日、腎不全のために死去。62歳没。
1990年のドラフト会議では、エースでこの年の目玉選手であった小池秀郎投手に対して事前に断りを入れていたロッテが1位指名のうえ8球団競合で交渉権を獲得。これに激怒したとされ、矢野の逝去後も暫くは同球団への新人選手の入団は途絶えた。
亜細亜大学硬式野球部は以降も矢野の故郷である西条市で春季キャンプを実施していた。